# Hugo de Zela
Hugo Claudio de Zela Martínez (Lima, 4 de agosto de 1951) es un político, catedrático, diplomático y ex-embajador peruano.

## Familia y estudios
Hijo del diplomático Hugo Meliton De Zela Hurtado y Eva Luz Martínez Mur. Es descendiente directo (nieto en cuarta generación) del prócer de la Independencia del Perú, Francisco Antonio de Zela.
Estudió Ciencias Económicas y Administrativas en la Universidad de Uruguay. 
Ingresó a la Academia Diplomática del Perú, de la cual se graduó como Licenciado en Relaciones Internacionales. Realizó estudios de doctorado en Ciencias Políticas en la Universidad del Salvador, Argentina.
Está casado con la también diplomática María Eugenia Chiozza Bruce.

## Carrera diplomática
Como Tercer Secretario fue enviado a la Embajada del Perú en Buenos Aires.
Como Segundo Secretario laboró en la Embajada del Perú en Montevideo.
De 1984 a 1994 trabajó en la Organización de Estados Americanos, en la cual llegó a ser Jefe de Gabinete del Secretario General Baena Soares.
En 1998 fue nombrado como Embajador del Perú en Argentina, cargo que ejerció hasta 2002.
De 2006 a 2010 fue Embajador del Perú en Brasil
En marzo de 2010 fue designado como Representante permanente del Perú ante la OEA, cargo que ejerció hasta octubre del mismo año.
En la OEA fue Jefe de Gabinete desde noviembre de 2011 hasta 2015, en la gestión de José Miguel Insulza.
En 2017 regresó al Ministerio de Relaciones Exteriores como director general de América.
En abril de 2018 fue designado como Viceministro de Relaciones Exteriores.
En 2019 fue designado como Embajador del Perú en los Estados Unidos. Como tal, en 2020 se le designó también Representante permanente del Perú ante la Organización de Estados Americanos.